# Jean-François Rabilloud
Jean-François Rabilloud est un journaliste et présentateur français de radio et de télévision.

## Biographie
Diplômé de l'Institut d'études politiques de Grenoble et du Centre de formation des journalistes (CFJ), Jean-François Rabilloud rejoint la station de radio Europe 1 en 1976. Pendant vingt ans, il sera reporter et présentateur : reporter de 1976 à 1979, il présente ensuite les journaux dans la matinale de Philippe Gildas de 1979 à 1985, puis Découvertes avec Jean-Pierre Elkabbach de 1985 à 1987. Pendant la saison 1990/1991, il présente la matinale, Europe matin, de 7 h à 8 h 30 avec la meneuse de jeu Julie. En 1991/1992 et 1992/1993, il présente Édition spéciale de 19 h 25 à 20 h. Pendant la saison 1993/1994, il présente Découvertes de 18 h 20 à 20 h avec Julie.
En 1996, il rejoint la chaîne d'information en continu LCI. À partir de septembre 2006, il présente LCI matin, la tranche matinale, avec Audrey Crespo-Mara à partir de 2007. En juillet 2011, après quatre saisons (cinq pour Jean-François Rabilloud), le duo arrête la présentation de cette tranche. Parallèlement, il anime le débat hebdomadaire entre Claude Imbert et Jacques Julliard (1999-2004) puis  Luc Ferry et Jacques Julliard(2004-2011)
En septembre 2011, il anime désormais le 12-14 de LCI avec Bénédicte Le Chatelier. 
En novembre 2012, il quitte LCI .
Depuis septembre 2012, il anime les débats de la Web TV : 7 PMTV consacrée à l'actualité de l'automobile et des nouvelles mobilités.